# Liancourt-Felsen
| Liancourt-Felsen         | Liancourt-Felsen |
| Japanischer Name         | Japanischer Name |
| ------------------------ | ---------------- |
| Kanji                    | 竹島             |
| Rōmaji nach Hepburn      | Takeshima        |
| Koreanischer Name        |                  |
| Hangeul                  | 독도             |
| Hanja                    | 獨島             |
| Revidierte Romanisierung | Dokdo            |
| McCune-Reischauer        | Tokto            |

Die Liancourt-Felsen (koreanisch 獨島 Dokdo, japanisch 竹島 Takeshima) sind eine Inselgruppe im Japanischen Meer (Ostmeer) zwischen der koreanischen Halbinsel und dem japanischen Archipel, das von Südkorea verwaltet wird. Bis 1910 wurden die Inseln vom Kaiserreich Korea verwaltet. Mit der gänzlichen Annexion von Korea durch Japan im Jahre 1910 gelangten die Inseln bis 1945 auch unter die Kontrolle von Japan.
Die Felsen bestehen aus zwei kleineren Inseln und 35 Felsen, mit einer Gesamtfläche von 0,187554 Quadratkilometern und einer maximalen Höhe von 168,5 Metern auf der westlichen Insel.
Die englische Bezeichnung Liancourt Rocks stammt von Le Liancourt, dem Namen eines gleichnamigen französisches Walfangschiffs, das dort 1849 beinahe Schiffbruch erlitt. Ein weiterer internationaler, aber heutzutage kaum noch verwendeter Name ist die Bezeichnung Hornet Islands, welche den Felsen vom gleichnamigen englischen Kriegsschiff 1855 gegeben wurde.

## Geographie
Die Liancourt-Felsen sind ein Archipel aus zwei kleineren, gebirgigen Felseneilanden, die von 33 noch kleineren Felsen umgeben sind. Die Landfläche beträgt insgesamt etwa 0,21 km² (zum Vergleich: Die Hauptinsel Helgolands ist ungefähr 1 km² groß).
Die Liancourt-Felsen sind vulkanischen Ursprungs und liegen 183 Meter voneinander entfernt.
Das westliche Eiland (37° 14′ 29″ N, 131° 51′ 58″ O) ragt 157 Meter aus dem Meer. Auf Japanisch heißt es 西島 Nishijima, auf Koreanisch 서도 Seodo (Hanja 西島), beides bedeutet wörtlich „Westinsel“. Im Japanischen gibt es außerdem die alternative Bezeichnung 男島, die entweder Otokojima oder Ojima ausgesprochen wird und „Männerinsel“ oder „männliche Insel“ bedeutet.

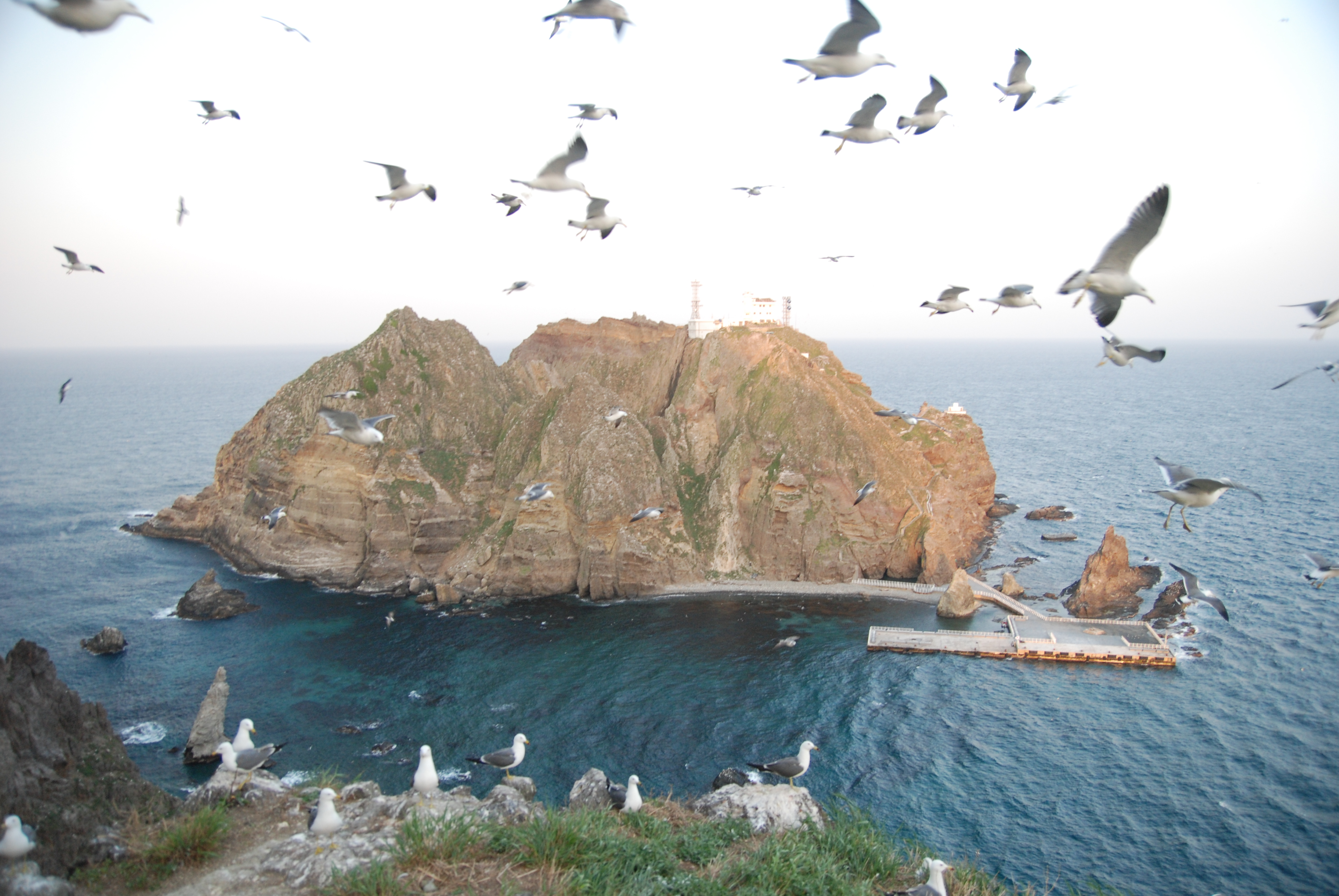
Die östlich gelegene Insel

Das östliche Eiland (37° 14′ 23″ N, 131° 52′ 14″ O) ist niedriger und flacher als die westliche Insel. Auf Japanisch heißt es 東島 Higashijima, auf Koreanisch 동도 Dongdo (Hanja 東島), beides bedeutet wörtlich „Ostinsel“. Im Japanischen gibt es außerdem die alternative Bezeichnung 女島, die entweder Onnajima oder Mejima ausgesprochen wird und „Fraueninsel“ oder „weibliche Insel“ bedeutet.
Lage
Die Felsen liegen fast genau auf einer gedachten mittigen Grenzlinie zwischen der japanischen Hauptinsel Honshū und der Koreanischen Halbinsel. So liegen die Felsen etwa 211 km nördlich von Honshū, etwa 217 km östlich der südkoreanischen Küste und etwa 328 km südöstlich des nordkoreanischen Festlands.
Allerdings verwalten Japan und Südkorea Inseln im Japanischen Meer, die sich näher an den Liancourt-Felsen befinden als die Küsten selbst. Die von den Felsen aus gesehen nächsten großen und bevölkerten Inseln Japans sind die Oki-Inseln. Diese liegen etwa 157 km südöstlich der Felsen. Die Oki-Inseln wiederum liegen 67 km nördlich der japanischen Hauptinsel Honshū. Die nächste große und bevölkerte Insel unter südkoreanischer Verwaltung ist Ulleungdo. Sie liegt etwa 88 km westlich der Liancourt-Felsen. Von Ulleungdo aus sind es etwa 120 km zur südkoreanischen Küste.

## Klima
Das ozeanische Klima der Felsengruppe ähnelt dem der näher an der koreanischen Küste gelegenen Insel Ulleungdo.
Die durchschnittliche Jahrestemperatur liegt bei 12 °C, mit einer durchschnittlich tiefsten Temperatur von 1 °C im Januar und durchschnittlich höchsten Temperatur von 23 °C im August.
Die warmen Wasserströmungen begünstigen regelmäßige Nebel- und Wolkenbildung, weshalb es an mehr als 160 Tagen im Jahr wolkig ist und es an bis zu 150 Tagen im Jahr regnet. Der durchschnittliche Jahresniederschlag beträgt 1240 mm und setzt sich größtenteils aus den Schneefällen im Winter zusammen.

## Bevölkerung
Auf den Liancourt-Felsen leben etwa vierzig Bewohner. Der erste Bewohner der Insel war der Koreaner Choi Jong-duck, welcher sich im März 1965 auf der Insel niederließ. Heute wohnen auf der Insel eine Familie und 33 Angestellte der Küstenwache sowie drei Manager des Leuchtturms der Insel und zwei Mitarbeiter des Dok-do-Management-Büros des Bezirks Ulleung.

## Verwaltung
Die Zugehörigkeit der Felsen ist zurzeit ungeklärt. Beide Staaten haben sie in ihre Verwaltungsgliederung aufgenommen:
In Japan wurden die Felsen unter die Verwaltungshoheit der Gemeinde Okinoshima und damit der Präfektur Shimane unterstellt. In Südkorea wurden sie der Insel Ulleungdo und damit der Region Gyeongsangbuk-do unterstellt, verwaltet werden sie aber vom Ministerium für Ozeane und Fischerei. Auf der Insel leben 50 Menschen.

## Tourismus
Seit 2005 hat die Anzahl der Besucher der Ostinsel Dong-do mit täglich etwa 500 Besuchern insgesamt zwei Millionen erreicht. Um die Insel Seo-do besuchen zu können, ist zuvor eine Genehmigung des Bezirks Ulleung notwendig.

## Geschichte und Ansprüche

### Dokdo in Koreanischen Archiven
Laut der Samguk Sagi (Chroniken der Drei Reiche) taucht Ulleungdo in koreanischen Aufzeichnungen seit der Eroberung des Königreichs Usan-guk (Hangeul 우산국, Hanja: 于山國) durch das Königreich Silla (57 v. Chr. – 935 n. Chr.) im Jahr 512 auf. erwähnt. In der Sejong sillok jiriji (世宗實錄地理志, Geographischer Anhang der Chronik von König Sejong), 336 Jahre später, sind die Inseln Usan-do (우산도, Hanja: 于山島) als Teil des koreanischen Inselstaates aufgeführt.
Nach der Invasion von Ulleungdo durch Japanische Piraten, die große Verluste an Menschenleben forderte, befahl König Taejong 1417, dass die Bewohner dieser Insel auf die Halbinsel gebracht werden sollten und die Politik der „leeren Inseln“ erlassen werden soll, die es den Menschen aufgrund sicherheitsbedingter Erwägungen verbot, die Inseln zu bewohnen. Sie wurde 1883 wieder aufgehoben, als König Gojong den Bewohnern erlaubte, auf die Insel zurückzukehren.
Zwischendurch kam es zu Streitereien um Fischereirechte und das Tokugawa-Shogunat verbot im 17. Jahrhundert das Besuchen von Ulleungdo.

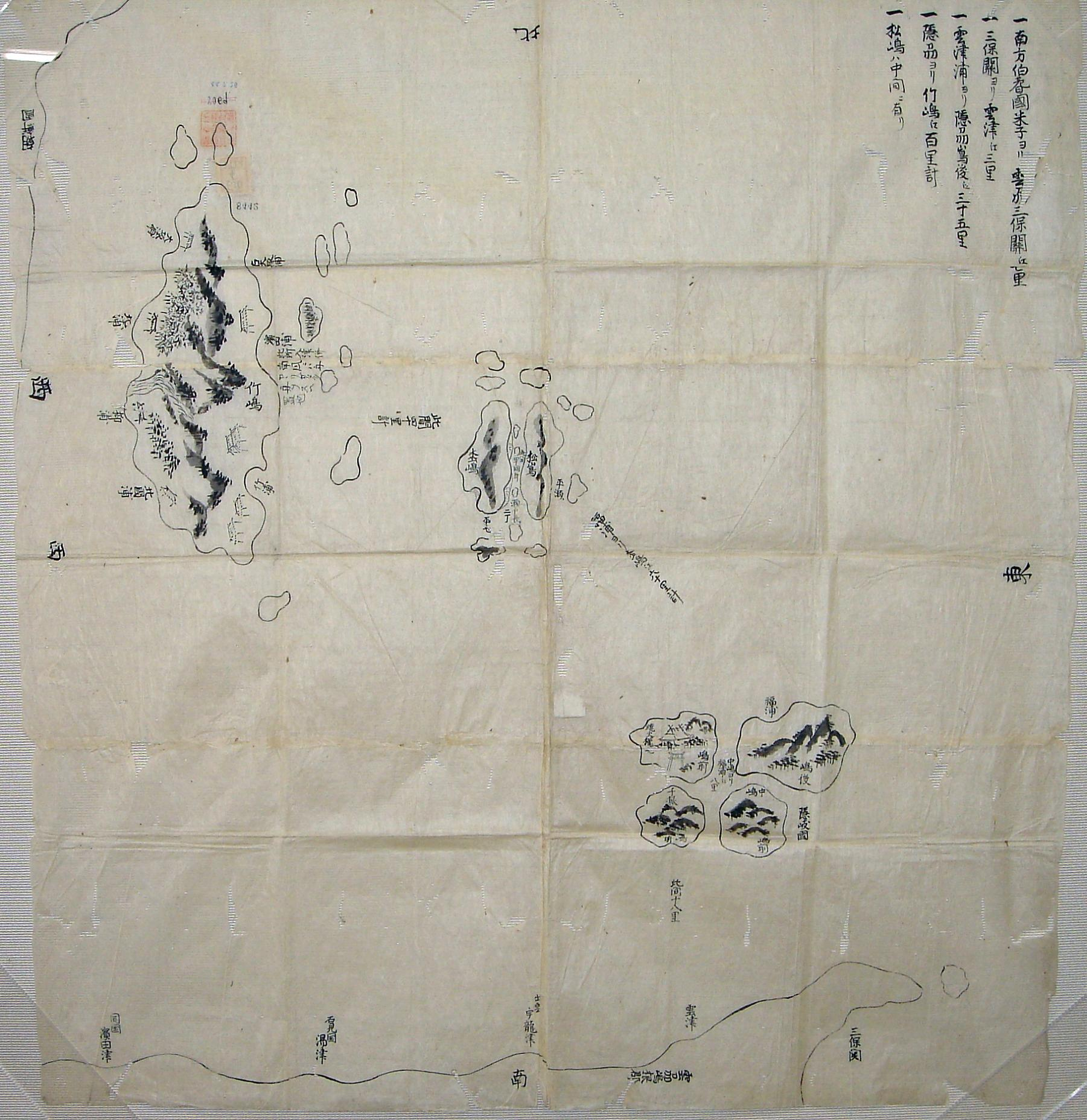
Eine japanische Karte aus dem Jahr 1724 mit den Oki-Inseln unten rechts, den Liancourt-Felsen in der Mitte und Ulleungdo auf der linken Seite

Nach Angaben der japanischen Regierung ist der erste japanische Text, in dem die Liancourt-Felsen erwähnt werden, Onsubusbicbogoki (隠州視聴合紀, „Aufzeichnung der Beobachtungen in Onsbu“). Diesem Text zufolge waren jedoch die Felsen von Liancourt (damals in Japan Matsushima genannt) und Ulleungdo (genannt Takeshima) Teil des Goryeo-Territoriums, und die nordwestliche Grenze Japans befand sich eindeutig auf der Insel Oki, was bestätigt, dass Dokdo/Takeshima und Ulleungdo Teil des koreanischen Territoriums waren.
Während der Tokugawa-Ära erkannte und respektierte der Kampaku die Tatsache (bzw. war es gleichgültig), dass Ulleungdo Teil des Joseon-Territoriums war. Als Beispiel schuf der japanische Gelehrte Hayashi Shihei (1738–1793) zwei Karten: „Karte der drei Nachbarländer“ (Sangoku setsuchizu) und „Karte des Kaiserreichs Japan“ (Nihontaigokuchizu), in denen er nationale Grenzen und Territorien mit unterschiedlichen Farben für jedes Land identifizierte: gelb für Joseon und grün für Japan. Er versetzte Ulleungdo und Dokdo/Takeshima in die richtige Position und malte sie nicht nur gelb an, sondern schrieb neben die Inseln „zu Joseon gehörend“.
Im Jahr 1876 befahl das Innenministerium der japanischen Meiji-Regierung jeder Präfektur, eine Karte ihres Territoriums für die nationale geographische Forschung und Kartierung zu zeichnen. Damals fragte der Gouverneur der Präfektur Shimane beim Innenministerium, ob Takeshima (Ulleungdo) in die Karte seiner Präfektur und in die geographische Forschung aufgenommen werden sollte. Nach mehr als fünfmonatiger Untersuchung von Materialien, die sich auf Ulleungdo beziehen, sowie von Dokumenten, die im späten 17. Jahrhundert zwischen Japan und Joseon ausgetauscht worden waren, kam das japanische Innenministerium zu dem Schluss, dass Ulleungdo Joseons Territorium war und daher nicht die Angelegenheit Japans war.

### In Japanischen

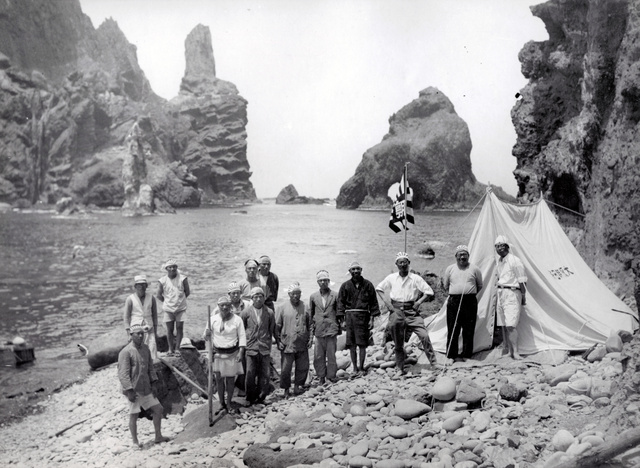
Fischer und Zeitungsreporter auf Liancourt, während der Besatzung Koreas. (1934)

Am 25. Oktober 1900 gliederte das Kaiserreich Korea die erstmals kartographierten Inseln in den Kreis Uldo (鬱島郡), der Provinz Gangwon ein. 1905 wurden sie im Zuge des Japanisch-Russischen Krieges von japanischen Streitkräften besetzt.
Im Jahr 1905 bereiteten die Japaner die Kolonisierung Koreas vor, indem sie die Kontrolle über die Dokdo-Inseln übernahmen, die sie in Takeshima (竹島) umbenannten, was auf Japanisch „Bambusinseln“ bedeutet. Sie wurden in die existierende Präfektur Shimane eingegliedert.
Nach dem Zweiten Weltkrieg und der Verwaltung der japanischen Kolonien durch die Alliierten wurden eine Reihe von internationalen Instrumenten zur Regulierung eingeführt, wie die Konferenz von Kairo und der Friedensvertrag zwischen den Alliierten und Japan. Die Alliierten konzentrieren sich darauf, die Grenzen Japans festzulegen und die von Japan besetzten Gebiete endgültig an Korea zurückzugeben.
Die Potsdamer Erklärung vom 26. Juni 1945 billigt die Kairoer Konferenz mit der Bestimmung, dass "die Bedingungen der Kairoer Deklaration respektiert werden und die japanische Souveränität auf die Inseln Honshū, Hokkaidō, Kyūshū, Shikoku und andere kleine Inseln, die wir bezeichnen werden, beschränkt wird". Die ausdrückliche Annahme der Potsdamer Erklärung durch Japan durch der am 2. September 1945 unterzeichneten Kapitulation legalisiert diese beiden Erklärungen.
Die Direktiven des Supreme Commander of the Allied Powers (SCAP) mit dem Titel „Memorandum über die staatliche und administrative Trennung bestimmter Gebiete Japans“ (SCAPIN Nr. 677) vom 29. Januar 1946 sind der japanischen Regierung in Übereinstimmung mit der Kapitulationsurkunde übermittelt worden. Das japanische Territorium wurde faktisch auf die vier Hauptinseln des Archipels und einige tausend kleine Nachbarinseln beschränkt. Die Inseln Ulleungdo und Quelpart (Jeju) wurden ausdrücklich aus dem japanischen Hoheitsgebiet ausgeschlossen und an Korea zurückgegeben.
Im Jahr 1951 erkannte Japan gemäß Artikel 2 des Vertrags von San Francisco alle Rechte, Titel und Ansprüche über Korea an und verzichtete darauf. Der Vertrag, der die Souveränität der meisten anderen umstrittenen Inseln klärt, erwähnt die Liancourt-Felsen nicht. Kimie Hara merkte an, dass das Auslassen der Territorialklärung im Vertrag von San Francisco zu zahlreichen Konflikten im Pazifik führte. Lee und Van Dyke nehmen an, dass es aufgrund des Koreakrieges Zeitdruck für die Fertigstellung gab. Zudem befürchteten die USA womöglich den Verlust des Gebietes im Falle eines nordkoreanischen Sieges. Hara sieht hinter der Auslassung der Klärung die Erhöhung des Einflusses der USA, der durch Konflikte steigt. Einig sind sich die Forscher, dass die USA nicht auf Grundlage historischer Ansprüche agierten, sondern geopolitische Interessen der USA und der Alliierten berücksichtigten.

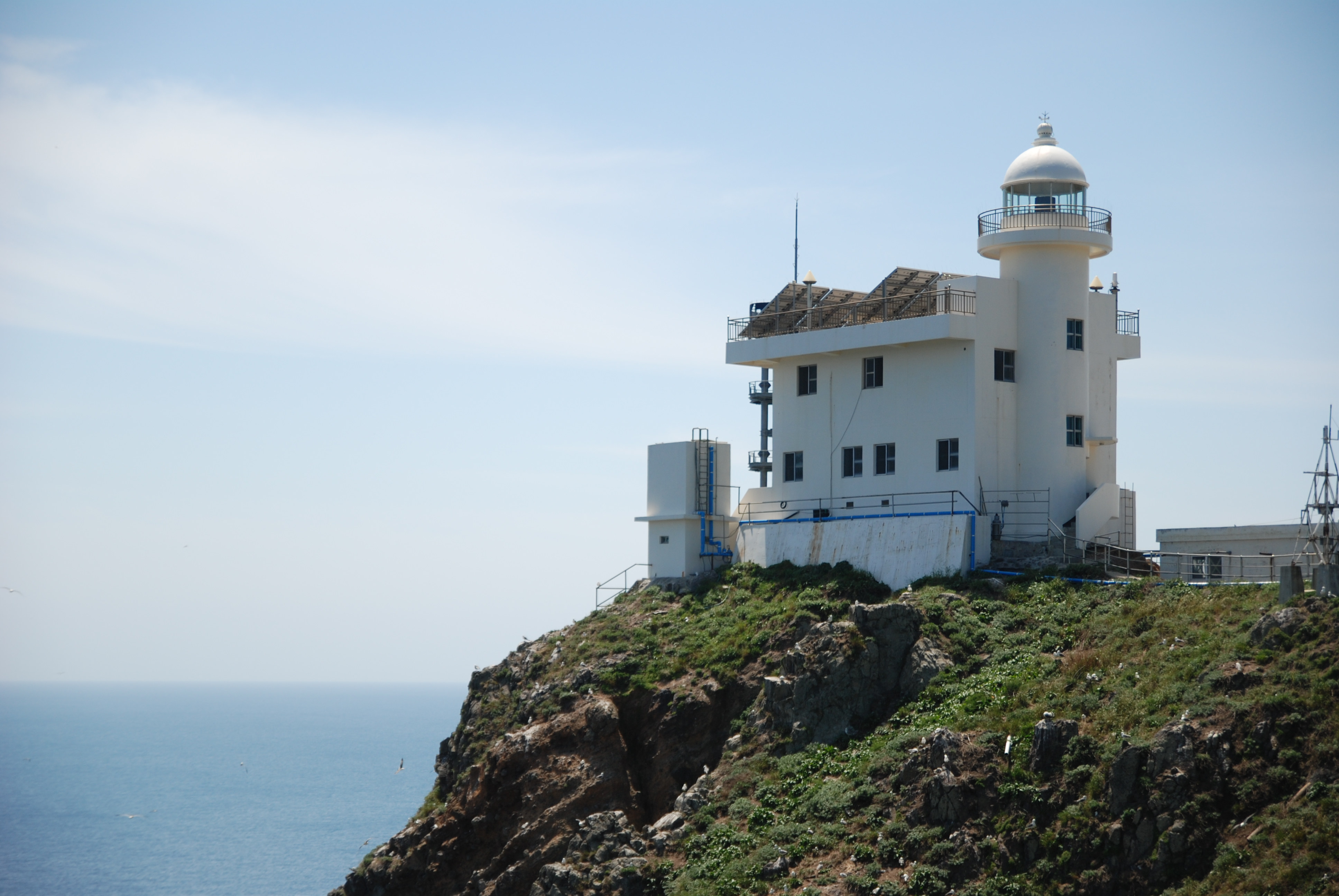
Die Polizeiwache auf der Insel

Kurz nach dem Ende des Koreakrieges erklärte der südkoreanische Präsident Rhee am 18. Januar 1952 die Souveränität seines Landes über den südkoreanischen Teil des Japanischen Meeres, zu dem auch der Archipel gehört; 1954 übernahm er die administrative Kontrolle über die Inseln, indem er 1954 ein ständiges Kontingent der Küstenwache installierte. Südkorea beschlagnahmte japanische Fischereischiffe, die in der Zone auf Fischfang gingen.:S. 70 Am 27. Juni 1953 landeten zwei japanische Küstenwachschiffe an der östlichen Insel, vertrieben das südkoreanische Wachpersonal und stellten eine territoriale Markierung auf. Südkoreanische Fischer entfernten diese jedoch wieder.:S. 70 Unter den Entwicklungen litten auch die etwa 600.000 Koreaner in Japan, die diskriminiert wurden. Zudem untersagte Japan den Import koreanischer Seeprodukte.:S. 71 Es folgten mehrere bewaffnete Scharmützel, die im April 1954 in der Versenkung eines japanischen Schiffes durch südkoreanisches Mörserfeuer gipfelten.:S. 71 Nach diesem Vorfall baute Südkorea einen Leuchtturm, einen Hubschrauberlandeplatz und eine Polizeiwache auf der östlichen Insel.
Situation im 21. Jahrhundert
Seit der Machtübernahme von Jun’ichiro Koizumi sind die japanischen Ansprüche auf die Felsen von Liancourt stärker in den Vordergrund gerückt. Im Jahr 2005 beschloss Japan, einen Feiertag, den „Takeshima-Tag“, einzuführen, während die neuen japanischen Schulbücher revidiert wurden und die japanische Souveränität über die Felsen von Liancourt bestätigten. Er führte unter anderem zur Verschiebung des geplanten Besuches des südkoreanischen Außenministers in Japan. Außerdem führte der Landeschef der südkoreanischen Polizei einen symbolischen Besuch bei der auf der Insel stationierten Einheit (rund 20 Mann) durch.
Abgesehen von dem politischen Symbol stellen die Inseln auch ein wichtiges Wirtschafts- und Handelsthema dar, das Anlass zu Streitigkeiten über die Abgrenzung der ausschließlichen Wirtschaftszonen gibt, die für die Fischerei und die Unterwasserforschung von entscheidender Bedeutung sind: 1985 wurden zwölf Millionen Tonnen Fisch gefangen, bevor die beiden Länder 1998 und 2002 Abkommen zur Begrenzung der Fischerei trafen.
Für die Koreaner sind die Felsen von Liancourt das Symbol ihrer Unabhängigkeit von Japan. Tatsächlich waren die Liancourt-Felsen das erste koreanische Territorium, das 1905 vom kaiserlichen Japan annektiert wurde.
Nachdem die US-Regierung die Liancourt-Felsen vorerst als nicht-souveränes Territorium eingestuft hatte, erkannte sie seit dem 31. Juli 2008 die südkoreanische Souveränität über die Dokdo-Inseln an.
Der Streit flammt regelmäßig wieder auf, üblicherweise wenn Japan oder Südkorea den Status quo der Inseln verändern (z. B. 1996 durch den Bau einer Werft oder 2004 die Erklärung zum Nationalpark, was zu einer Verstärkung des Anspruchs durch Japan führte). Nachdem das japanische Bildungsministerium im Juli 2008 in einer nichtbindenden Lehrplanrichtlinie empfohlen hatte, die Inseln im Schulunterricht als japanisches Territorium zu behandeln, kündigte Südkorea an, vorübergehend seinen Botschafter aus Tokio abzuziehen. Der Fraktionsvorsitzende der regierenden Hannara-dang im Parlament, Hong Joon-pyo, bezeichnete das gegenwärtige Vorgehen Japans in einer Parlamentsdebatte als „nicht anders als sein imperialistisches Vorgehen ein Jahrhundert früher, als es die Koreanische Halbinsel ausplünderte“. Mittlerweile wird an japanischen Grund- und weiterführenden Schulen mit Büchern unterrichtet, welche die Liancourt-Felsen als japanisches Territorium darstellen. In südkoreanischen Schulbüchern werden die Felsen jedoch als südkoreanisches Territorium bezeichnet.
Am 10. August 2012 besuchte der südkoreanische Präsident Lee Myung-bak als erster Präsident Südkoreas die Inselgruppe, was zu erneuten diplomatischen Spannungen zwischen Japan und Südkorea führte.

## Nordkoreanische Ansprüche
Wie Südkorea betrachtet auch die nordkoreanische Führung die Liancourt-Felsen (Tokto) als koreanisches Territorium.:S. 108 Dies hat nicht nur nationalistische Gründe, sondern die Ansprüche werden auch geprägt durch die Beziehungen zu Südkorea und Japan.:S. 106 Die nordkoreanische Nachrichtenagentur KCNA bedient sich meist südkoreanischer Argumente oder pro-koreanischer wissenschaftlicher Forschung.:S. 110–112 Nach Szalontai (2013) nutzt Nordkorea den Territorialdisput, um die südkoreanisch-japanische Partnerschaft und auch die Beziehung dieser Länder zu den USA zu schwächen und zu behindern.:S. 153 Da Nordkorea in der Thematik nicht nur Japan, sondern auch Südkorea kritisiert, sei nach Szalontai ein Konsens der beiden koreanischen Staaten unwahrscheinlich, es sei denn, die interkoreanischen Beziehungen würden sich normalisieren.:S. 158

## Hintergrund

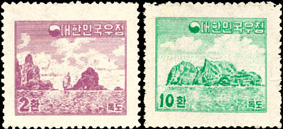
Südkoreanische Briefmarken aus dem Jahr 1954 mit dem Bild der Liancourt-Felsen

Der Gebietsdisput ist teilweise symbolischer Natur. In der Literatur wird die Bedeutung der Inseln für Südkorea meist im Kontext der japanischen Kolonialisierung Koreas besprochen.:S. 184 Nach Bukh (2016) sei die Thematik aber auch wichtig für die koreanische Identität.:196 f. Die Insel hat keinen größeren militärischen Wert, allerdings sind die Hoheitsrechte in den umliegenden Seegebieten wirtschaftlich und wissenschaftlich bedeutend. Zum einen werden reiche Gasvorkommen unter der Insel vermutet, zum anderen würden dem den Konflikt gewinnenden Staat reichhaltige Fisch- und Krabbengründe rund um die beiden Inseln zufallen.
Es gilt als unwahrscheinlich, dass der Konflikt in nächster Zeit gelöst werden kann. Jeder Kompromiss wäre ein gefährlicher Präzedenzfall für Japan, da das Land Dispute um weitere Inseln mit Russland und China führt.
Nach Angaben der südkoreanischen Provinz Gyeongsangbuk-do besuchten 2016 über 206.000 Touristen die Felseninsel, die eigentlich keine touristische Infrastruktur besitzt. Aufgrund des unberechenbaren Wetters und der oft hohen Wellen können zudem nur 60 % der Schiffe dort auch anlegen.

## Karten

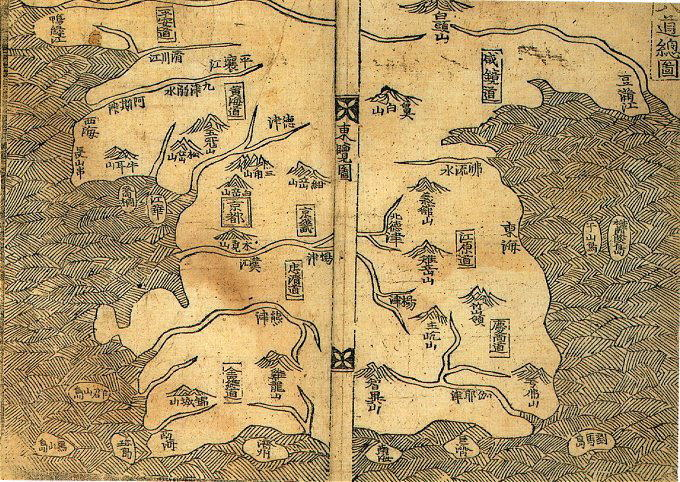
Dokdo (Usan, 于山) wurde im Westen von Ulleungdo eingezeichnet (1530, Korea).
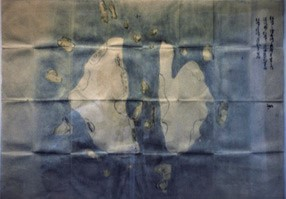
Die älteste Karte der Liancourt-Felsen (1656, Japan).
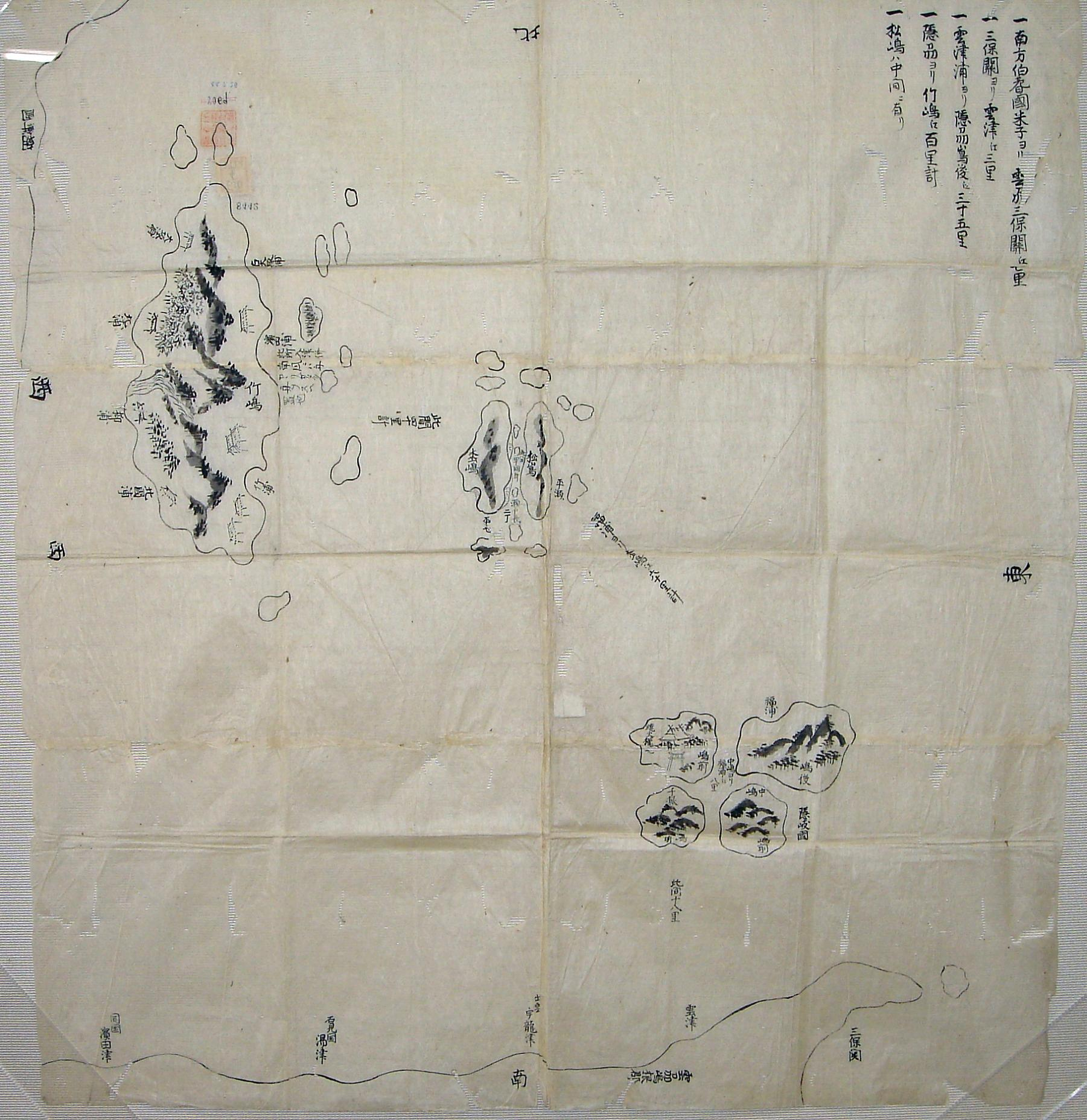
Oki-Inseln rechts unten, Liancourt-Felsen im Zentrum und Ulleungdo auf der linken Seite (1724, Japan).
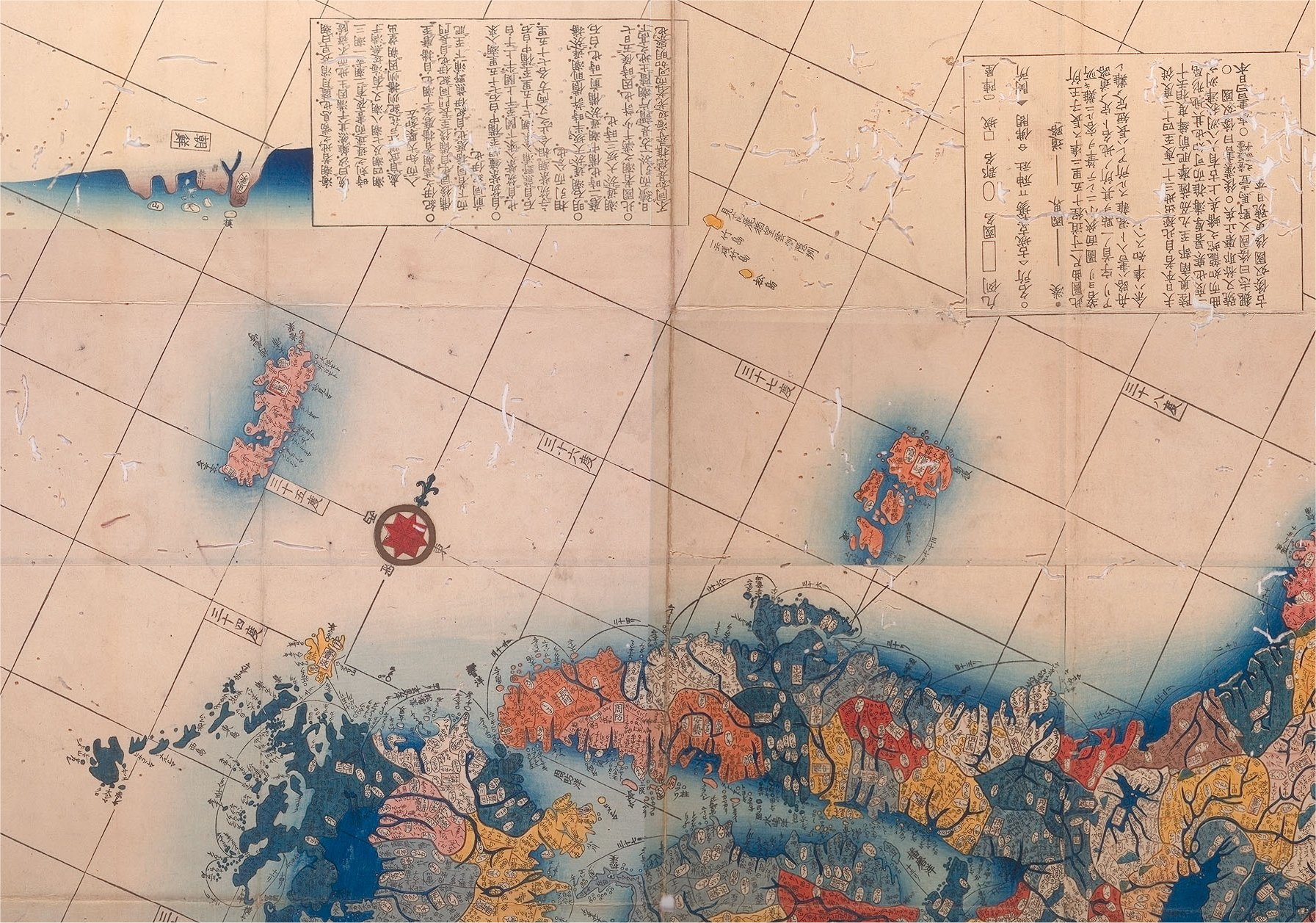
Liancourt-Felsen und Ulleungdo wurden auf der Karte gezeichnet, auf welcher Meridian und Breitenkreis eingezeichnet wurden (1775, Japan).
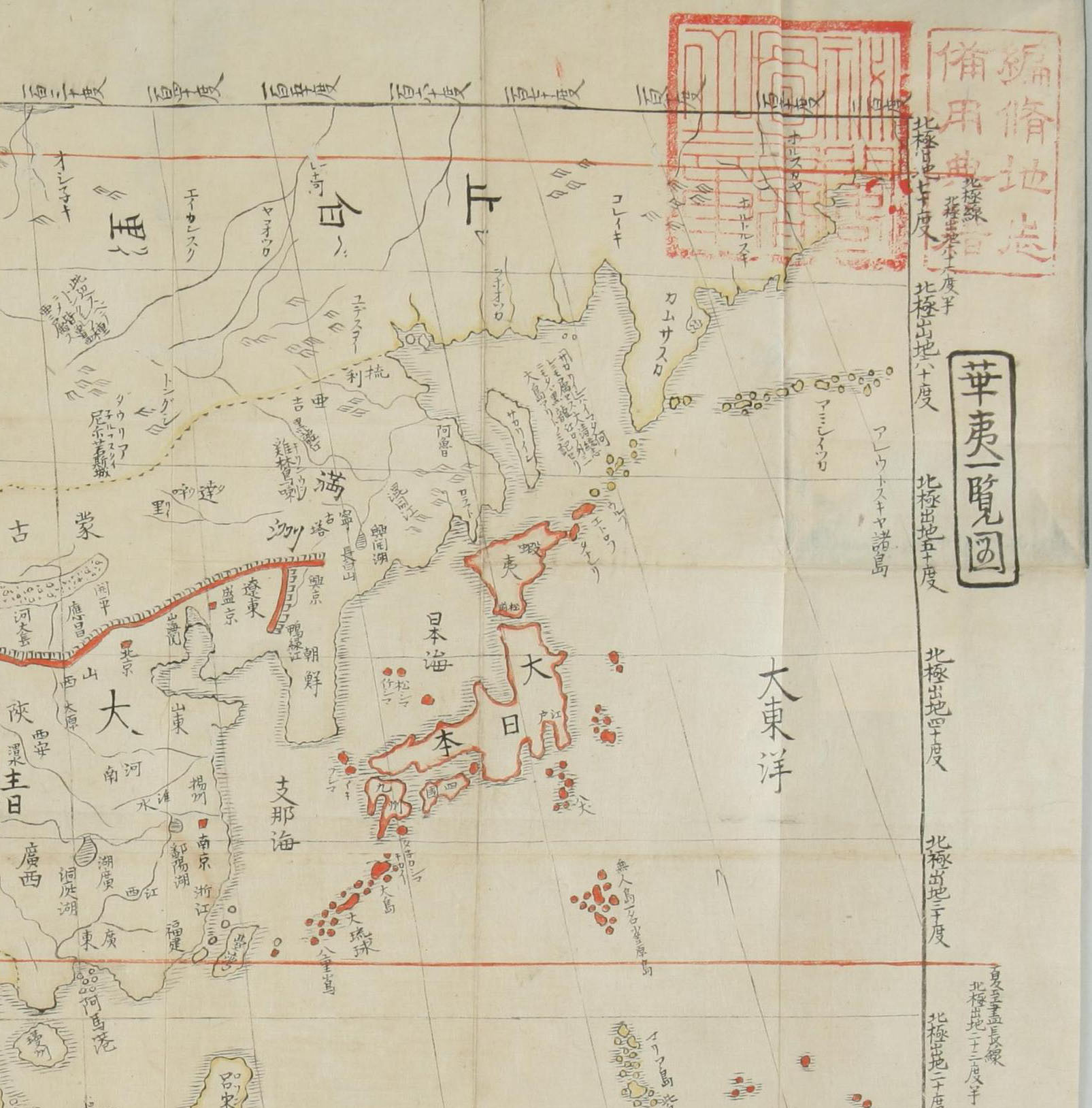
Es wurde davon ausgegangen, dass die Liancourt-Felsen dem Gebiet Japans angehörten (1790, Japan).
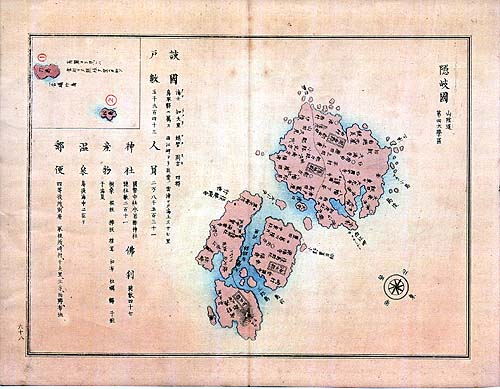
Die Liancourt-Felsen wurden als eine isolierte Insel anders als Oki-Inseln gezeichnet (1875, Japan).
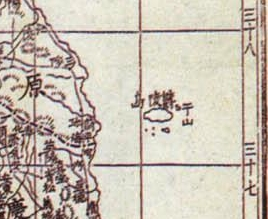
Dokdo wurde direkt neben Ulleungdo eingezeichnet (1899, Korea).